# خالد الغامدي (لاعب كرة قدم مواليد 1988)
خالد احمد الغامدي (مواليد 3 مارس 1988)  لاعب كرة قدم سعودي ولد في الخبر.

## مسيرته الرياضية
كانت بداياته الكروية حين تدرب مع الفريق الأول لكرة القدم والذي يشرف عليه المدرب البلغاري (ديمتروف) وخضع لتجربة ميدانية لم تطل كثيرًا حيث طلب بعدها المدرب من إدارة النادي سرعة تسجيله للاستفادة من خدماته بعد أن أعجب بمستواه.
بدأ مشواره الكروي متأخرًا مع نادي القادسية السعودي. انضم إلى المنتخب السعودي على يد المدرب البرتغالي (خوسيه بسييرو). بعد ذلك تلقى عروض من أندية سعودية ومنها الهلال والنصر والاتحاد والاهلي والشباب كذلك. انتقل إلى نادي إف سي ويل السويسري لفترة قصيرة ثم انتقل إلى نادي النصر السعودي وشارك في أول مباراة له رسميًا أمام نادي الفتح و لعب بعدها في الرائد و الفيصلي و الشباب.

## روابط خارجية
- خالد أحمد الغامدي على موقع ناشيونال فوتبول تيمز (الإنجليزية)
- خالد أحمد الغامدي على موقع Soccerway.com (الإنجليزية)
- خالد أحمد الغامدي على موقع عالم كرة القدم.نت (الإنجليزية)